# Zbigniew Gajewski
Zbigniew Gajewski (ur. 10 marca 1907 w Rzeszowie, zm. 20 lutego 1972 w Poznaniu) – polski działacz ruchu robotniczego, autor wspomnień z okresu międzywojennego.

## Życiorys

### Wczesne lata
Urodził się w Rzeszowie w rodzinie inżyniera mechanika Wiktora Gajewskiego (1873–1944) i Emilii z domu Wójtowicz. Z uwagi na pracę ojca rodzina często zmieniała miejsce zamieszkania. Szkołę powszechną ukończył w Żywcu, po czym w 1919 roku rodzina przeniosła się do Poznania. Od tego roku rozpoczął naukę w Gimnazjum im. Karola Marcinkowskiego. W 1920 roku wstąpił przygimnazjalnej 15 Poznańskiej Drużyny Harcerskiej im. Waleriana Łukasińskiego, z której odszedł z powodu zmiany patrona na Stanisława Żółkiewskiego. Sprzeciw ten miał być powodem wyrzucenia Gajewskiego ze szkoły. Ostatecznie w 1928 roku ukończył Państwową Szkołę Budownictwa (dzisiaj Zespół Szkół Budownictwa nr 1 w Poznaniu) z dyplomem technika robót drogowych, kolejowych i wodnych.

### Działalność przed II wojną światową
W grudniu 1931 roku rozpoczął pracę w Polskich Kolejach Państwowych. Związał się wówczas z Związkiem Zawodowym Kolejarzy (związanym politycznie z Polską Partią Socjalistyczną). W 1932 roku trafił do Organizacji Młodzieżowej Towarzystwa Uniwersytetu Robotniczego (OMTUR). W latach 1934–1936 wykładał dla młodzieży turowskiej zagadnienia z zakresu polityki i historii. Po zmianach organizacyjnych (rozdzieleniu młodzieży OMTUR-owskiej do Czerwonego Harcerstwa i Towarzystwa Uniwersytetu Robotniczego) został wybrany na przewodniczącego oddziału TUR w Poznaniu.
W 1932 zamieszkał w Swarzędzu, gdzie wspólnie z Franciszkiem Rybczyńskim i Szczepanem Pokornowskim podjął próbę utworzenia siedziby związku zawodowego pracowników huty szkła w Antoninku. Nieudana próba zakończyła się awanturą,  a Pokornowskiego i Gajewskiego ksiądz proboszcz parafii swarzędzkiej Stanisław Koźlik oczernił na mszy.
W 1935 roku został wybrany na sekretarza Okręgowego Komitetu Robotniczego PPS w Poznaniu, a w listopadzie 1936 został wybrany jego przewodniczącym. Gajewski miał wówczas opinię jednolitofrontowca (popierającego współdziałanie PPS z KPP). Wybór Gajewskiego wywołał sprzeciw takich działaczy jak Franciszek Kowalewski i Stanisław Turtoń. Po interwencji władz centralnych PPS (Tomasza Arciszewskiego), unieważniono wybory, a dwa miesiące później przeniesiono służbowo Gajewskiego do Jarocina. 
W 1937 został aresztowany pod zarzutem działalności komunistycznej w Krotoszynie, ponieważ w notatkach członka tamtejszej komórki KPP znaleziono adres Gajewskiego. Obrońcą Gajewskiego w procesie był jego brat. Ostatecznie został skazany na 6 lat więzienia. Wyrok odbywał w Rawiczu, będąc członkiem Komuny Więziennej. W więzieniu poznał Marcelego Nowotkę i Jana Izydorczyka. Po napadzie Niemiec na Polskę został wypuszczony z więzienia i wrócił do Swarzędza
Był członkiem Polskiego Związku Myśli Wolnej.

### Okres II Wojny Światowej
Początkowo pracował jako robotnik w Poznaniu. W 1940 roku znalazł się w obozie przesiedleńczym na Głównej, skąd wspólnie z rodziną został wysłany do Generalnego Gubernatorstwa. Trafił do Słodkowa koło Kraśnika, a później do Rzeszowa. W latach okupacji był żołnierzem rzeszowskiej Armii Krajowej. 

### Działalność powojenna
Do Poznania wrócił w 1945 roku. Wstąpił do lubelskiej PPS. Był zwolennikiem zjednoczenia PPR i PPS. Początkowo pracował w aparacie partyjnym, a później w latach 1947-1961 w Dyrekcji Okręgowej PKP, Zjednoczeniu Robót Inżynieryjnych i Wojewódzkim Zarządzie Dróg Publicznych. W 1961 roku przeszedł na emeryturę. Był działaczem W ostatnich latach życia zaangażował się w spisywanie wspomnień ze swojego życia. Działał w PZPR i ZBOWiD. 
Zmarł w 1972 roku. Został pochowany na Cmentarzu Junikowskim w Poznaniu.

## Rodzina
Jego ojciec Wiktor Gajewski, inżynier był zaangażowanym członkiem poznańskiego Stowarzyszenia Inżynierów. Starszy brat, również Wiktor (1899-1940) był prawnikiem, adwokatem w Nakle nad Notecią, ofiarą zbrodni katyńskiej. Siostry Ludmiła i Stefania były lekarkami.
Był żonaty z Pelagią Szałek, z którą nie miał dzieci.